# Italo Arbulú Samamé
Italo Arbulú Samamé (Reque, 1907-Lima, 18 de agosto de 1983) fue un militar y compositor peruano. Fue presidente del Comando Conjunto de las Fuerzas Armadas y ministro de Guerra del primer gobierno de Fernando Belaúnde (1965-1967). En su faceta de compositor fue autor de varias canciones del género criollo; él mismo fundó una agrupación musical denominada Dúo Loreto.

## Biografía
Nació en Reque, perteneciente a la provincia de Chiclayo del  departamento de Lambayeque. Estudió en el Colegio Nacional San José de Chiclayo.
En 1927 se enroló al ejército peruano como soldado raso. Al año siguiente ingresó al Escuela Militar de Chorrillos, de donde egresó en 1932 como alférez de caballería, siendo espada de honor de su promoción.
Durante su dilatada carrera militar, fue comandante general de la 7.ª División Ligera de Lambayeque (hoy 7.ª Brigada de Infantería del Ejército Peruano); comandante general de la 8.ª División de Tumbes; comandante general de la 5.ª División de Iquitos; comandante general de la 1.ª División de Piura.
El 1 de enero de 1962, bajo el segundo gobierno de Manuel Prado Ugarteche, fue ascendido a General de Brigada.
Ya con el grado de General de División, durante el primer gobierno del presidente Fernando Belaúnde fue nombrado Presidente del Comando Conjunto de las Fuerzas Armadas del Perú (1965).
El 15 de septiembre de 1965 pasó a ejercer como ministro de Guerra, integrando el tercer gabinete ministerial del primer belaundismo (presidido por Daniel Becerra de la Flor), cargo que ejerció por dos años. Durante su gestión ministerial las Fuerzas Armadas derrotaron a la insurgencia del Movimiento de Izquierda Revolucionaria (MIR), liderado por Luis de la Puente Uceda en Mesa Pelada (Cusco). Este falleció combatiendo el 23 de octubre de 1965.
En febrero de 1967 pasó al retiro. En ese mismo año hizo un viaje a Europa, en visita de cortesía en representación del gobierno peruano a Francia y Alemania Occidental.
Como compositor de música criolla, destacan sus temas: Amanecer Loretano, Sullana de mis amores, Pa’ qué te metes, Maruja, Confesión, Adiós Piura, Dos Cartas. Temas que fueron interpretados por Lucha Reyes, Los Embajadores Criollos, Óscar Avilés, Marcela Villamonte, entre otras figuras del criollismo peruano. Él mismo formó el Dúo Loreto. 

## Condecoraciones
- Legión al Mérito, en el grado de Comandante. Otorgado por los Estados Unidos, por su contribución a la paz y seguridad del continente americano (1966).[1]
- Cruz Peruana al Mérito Aeronáutico.[1]
- Cruz Peruana al Mérito Naval.[1]
- Orden El Sol del Perú, en el grado de Gran Oficial (1966).[7]